# 于達眞
于達真（1547年—1592年），原名于瑱，字子充，後更名達眞，改字子沖，號完璞，山東濟南府歷城縣人。明朝政治人物。

## 生平
萬曆元年（1573年）癸酉科山东乡试第四十二名举人，萬曆二年（1577年）甲戌科礼部会试第八十四名，萬曆五年（1580年）補丁丑科廷试，登二甲第二十名進士。授山西澤州知州，居五年，升兵部员外郎，未满岁，萬曆十一年（1583年）正月升山西按察司佥事，整饬昌平兵备。晋蓟州道右参议，十五年六月升兵备副使，调山西副使，十七年十二月升河南右参政，十九年四月以兵部尚書王德完举荐，二十年四月起补陝西右參政，八月卒于官，年四十六

## 家族
曾祖父于俊；祖父于青；父親于溥，壽官。嫡母秦氏，生母史氏。慈侍下。嗣子一藻，兄于琏次子。一女嫁河南副使王見賓之子。